# Dezhung Rinpoche
Dezhung Rinpoche, geboren Ngawang Zangpo (Oost-Tibet, 1906 - 1987) was een Tibetaans lama uit de sakyaschool, tibetoloog en professor aan de Universiteit van Washington in Seattle.

## Studie
Rinpoche werd geboren in een familie van Tibetaanse genezers en vertelde op vijfjarige leeftijd zijn ouders dat ze hem naar een Tibetaans klooster moesten sturen, waar hij zijn leven wilde wijden aan het pad van het Tibetaans boeddhisme. Zijn ouders brachten hem daarop naar zijn oom die een groot deel van zijn leven in retraite doorbracht in het klooster Thaglung. Hier leerde hij brieven en boeddhistische geschriften uit zijn hoofd en werd hij sterk beïnvloed door de biografie van Milarepa. Hij ontwikkelde zich op het gebied van spelling, etymologie, poëzie, retorica en verhandelingen van de Mahayana en Vajrayana
Op zijn achttiende werd hij door geestelijken van het klooster Drezung erkend als de derde reïncarnatie van Dezhung Lungrig Nyima. Hij bleef in het klooster Thaglung en op advies van zijn lama volgde hij lessen van veertig verschillende lama's, waaronder de bekende Rimé-schrijver Jamyang Khyentse Chökyi Lodrö. Rinpoche onderwees in kloosters door geheel Tibet.

## Verenigde Staten
Tijdens de opstand in Tibet van 1959 vluchtte Rinpoche voor de optrekkende Chinese tanks met tientallen lama's naar India, een reis waarbij veel lama's onderweg omkwamen. In 1960 kwam hij op uitnodiging van professor Turrell Wylie aan op de Universiteit van Washington waar hij deelnam aan een onderzoeksproject naar Tibetaanse cultuur, boeddhisme en bön. Tijdens de eerste twintig jaar van zijn verblijf in de VS gaf hij door het hele land lezingen en richtte hij sakyacentra op in New York, Minneapolis en Boston. Vanaf 1981 verbleef hij grotendeels in Kathmandu om toe te zien op de bouw van het klooster Tharlam.
Na zijn dood werd Sonam Wangdu (geboren in Seattle op 12 november 1991) erkend als de vierde reïncarnatie van Dezhung Rinpoche.